# Daniel Flourat
Daniel Flourat, né en 1928 et mort en 1968, est un sculpteur et médailleur français.

## Biographie
Daniel Flourat étudie à l'École Boulle dans l'atelier de gravure sur acier où il est l'élève d'André Léon Galtié pour le dessin et la décoration, et à l'École des beaux-arts de Paris dans l'atelier de Henri Dropsy (1885-1969).
Il obtient le deuxième second prix de Rome en gravure de médaille et pierre fine en 1951.
Pensionnaire de la Casa de Velázquez à Madrid de 1958 à 1959, il est boursier de la ville de Paris.
Il est graveur à la Monnaie de Paris de 1951 à sa mort.

## Médailles
- Qu'un ami véritable est une douce chose.
- Organisation commune des régions saharienne 1957-1962, 1962[4].
- Enrique Granados (1867-1916), 68 mm[3].
- Benvenuto Cellini (1500-1571), 1969.